# Malbork
« Marienbourg » redirige ici.  Pour la ville en Lettonie, voir Alūksne. Pour le village du powiat de Kartuzy, voir Malbork (Kartuzy).
Malbork (en allemand : Marienburg, nom historiquement francisé en Marienbourg) est une ville du nord de la Pologne. Proche de Gdańsk, elle relève de la voïvodie de Poméranie depuis la réforme administrative du pays en 1998. Précédemment, elle se situait dans la voïvodie d'Elbląg.

## Historique
La ville en elle-même, construite autour de la forteresse de Marienbourg (Malbork en polonais), est fondée en 1274 sur la rive droite de la rivière Nogat, bras de la Vistule, par les chevaliers Teutoniques. Le château fortifié devient en 1309, après la prise de Dantzig, le siège de l'ordre des chevaliers Teutoniques et la plus grande forteresse gothique d'Europe. La rivière et le terrain plat permettant un accès aisé aux barges à une centaine de kilomètres de la mer, les chevaliers Teutoniques l'intègrent à leur État, y collectent des péages et imposent un monopole sur le commerce de l'ambre. La ville devient plus tard membre de la ligue hanséatique et de nombreuses réunions de la Hanse s'y tiennent.
Durant la Seconde Guerre mondiale, le stalag XX B y est implanté.
En 1945, la ville fait partie des « territoires recouvrés » cédés à la Pologne. Elle abrite une base aérienne.

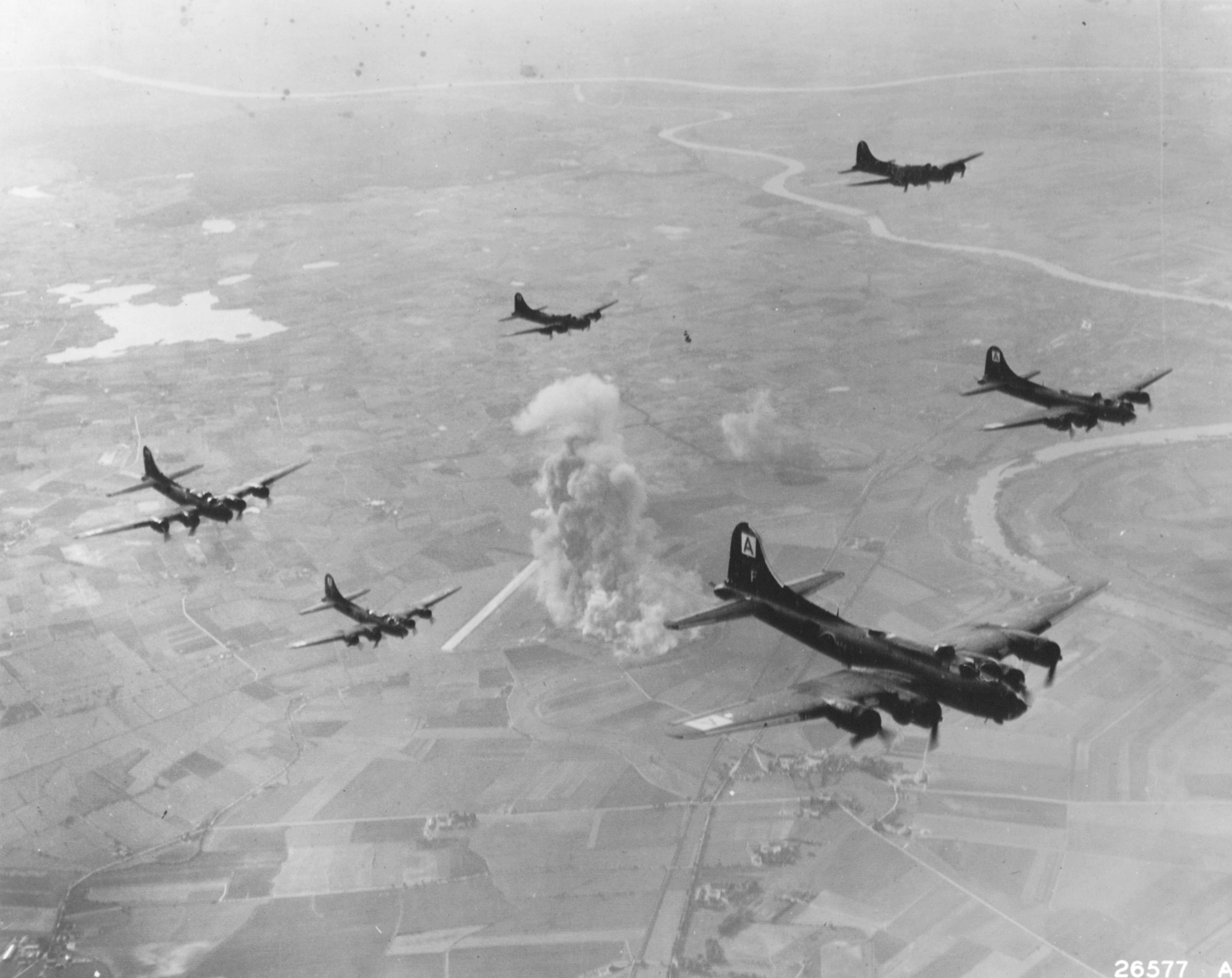
L'usine Focke-Wulf bombardée par l'aviation américaine durant la Seconde Guerre mondiale.
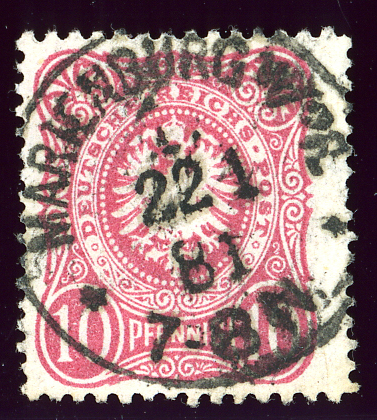
Marienbourg en 1881, dans la province prussienne de Prusse-Occidentale avant 1871.

## Citoyens d'honneur
- 1828 - Wilhelm Ludwig Haebler
- Johann Peter Monata
- 1915 - Paul von Hindenburg
- Karl Monath
- Arthur Born
- 1919 - Conrad Steinbrecht
- 1925 - Max Halbe (en)
- 1942 - Bernhard Schmid
- 1944 - Erich Abraham
- 1947 - Marian Spychalski
- 1994 - Hall Trøan Galaaen
- 1994 - Olav Bergene Holm
- 1996 - Søren Odberg
- 1996 - Marit Buhaug
- 1996 - Erling Hansen
- 1996 - Hermann Schäpers
- 1996 - Anne Lystad
- 1996 - Ingebjärg Christiansen
- 1996 - Lizzi Hansen
- 1996 - Turid Pettersen
- 1996 - Johan Stensrud
- 1997 - Michel Marbot
- 2003 - Michael Leier
- 2004 - Maria Prior-Nowak
- 2006 - Chrystian Meyl
- 2008 - Maria Luiza von Sethe

## Jumelages
- Nordhorn (Allemagne)
- Trakai (Lituanie)
- Sölvesborg (Suède)
- Margny-lès-Compiègne (France)